# Lars Andersson i Utterud

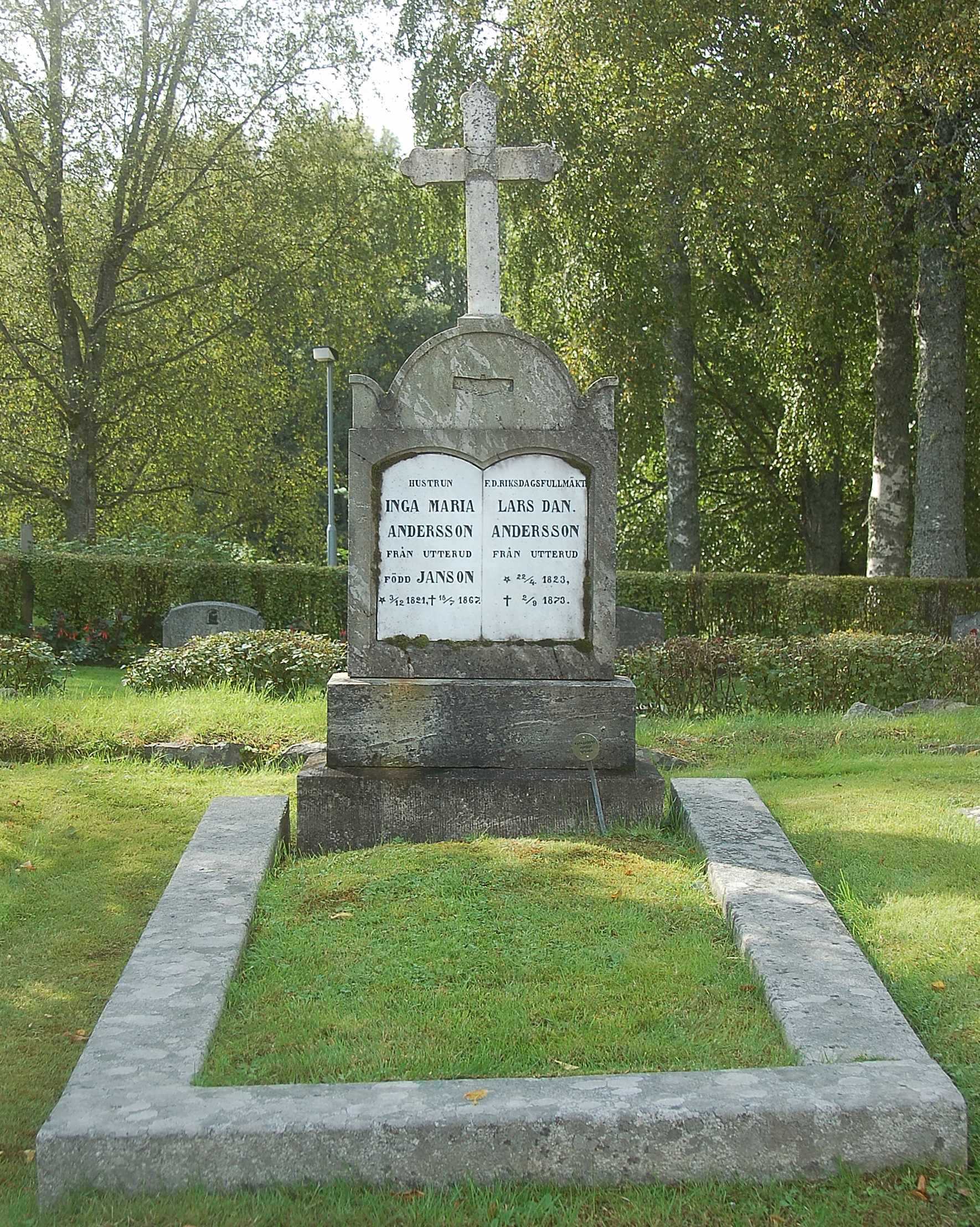
Minnsvård för riksdagsledamoten Lars Dan Andersson och hustrun Inga Maria Andersson.

Lars Daniel Andersson i riksdagen kallad Andersson i Utterud, född 22 april 1823 i Eds socken, Värmland, död 2 september 1873 i på godset Utterud i Nors socken, var en svensk hemmansägare och riksdagsman.
Andersson var hemmansägare i Utterud i Värmland och verksam som nämndeman samt kommunal-
och landstingspolitiker. Han var ledamot av bondeståndet vid ståndsriksdagen 1865–66 och var ledamot av riksdagens andra kammare 1867–1869, invald i Mellansysslets domsagas valkrets. Han var ledamot i tillfälligt utskott 1868.